# Nuorteliden
Nuorteliden är ett naturreservat i Arvidsjaurs kommun i Norrbottens län.
Området är naturskyddat sedan 2013 och är 0,6 kvadratkilometer stort. Reservatet omfattar den branta nordsluttningen av berget Nuorteliden. Reservatet består av gammal barrblandskog. 